# Yamna Oubouhou

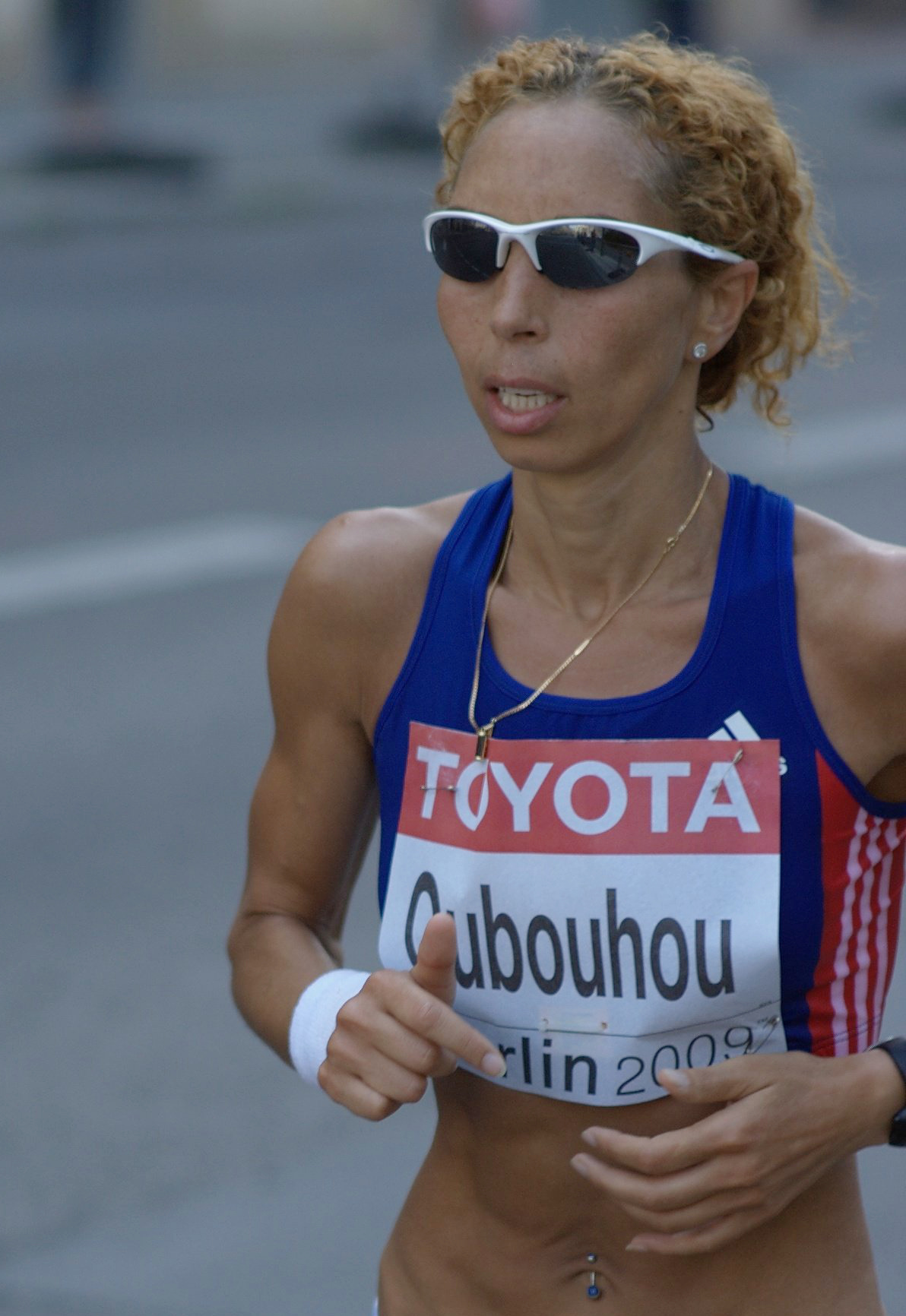
Yamna Oubouhou bei den Weltmeisterschaften 2009

Yamna Oubouhou (zeitweise Oubouhou-Belkacem; * 20. Februar 1974 in Marokko) ist eine französische Langstreckenläuferin.

## Leben
Mit zehn Jahren kam sie nach Frankreich. 1996 wurde sie zum dritten Mal in Folge französische U23-Meisterin über 1500 m und stellte zwei nationale U23-Rekorde über 5000 m auf. Bei den Crosslauf-Europameisterschaften in Charleroi wurde sie Siebte und gewann mit der Mannschaft Gold.
1997 kam sie bei den Crosslauf-Weltmeisterschaften in Turin auf den 62. Platz. Bei den Crosslauf-Europameisterschaften in Oeiras wurde sie erneut Siebte und verteidigte mit der Mannschaft den Titel. Im Jahr darauf belegte sie bei den Crosslauf-Weltmeisterschaften in Marrakesch auf der Langstrecke den 41. Platz und wurde Sechste bei den Crosslauf-Europameisterschaften in Ferrara.
1999 wurde sie bei den Leichtathletik-Hallenweltmeisterschaften in Maebashi Vierte über 3000 m und gewann bei den Crosslauf-Weltmeisterschaften in Belfast auf der Kurzstrecke Silber in der Einzelwertung und Gold mit der Mannschaft. Im Sommer stellte sie mit 15:04,85 min einen nationalen Rekord über 5000 m auf, den sie als Achte bei den Leichtathletik-Weltmeisterschaften in Sevilla auf 15:03,47 min verbesserte.
2000 wurde sie bei den Crosslauf-Weltmeisterschaften in Vilamoura Elfte auf der Kurzstrecke und gewann mit der Mannschaft Bronze. Über 5000 m stellte sie zwei weitere französische Rekorde auf, schied aber bei den Olympischen Spielen in Sydney im Vorlauf aus.
In der darauffolgenden Saison wurde sie bei den Crosslauf-Weltmeisterschaften in Ostende Siebte auf der Langstrecke und holte mit der Mannschaft Bronze. Bei den Leichtathletik-Weltmeisterschaften in Edmonton wurde sie Achte über 10.000 m, und bei den Crosslauf-Europameisterschaften in Thun Europameisterin.
Die Scheidung von ihrem Ehemann Henri Belkacem, einem Hindernisläufer, und Geldsorgen führten in der Folge zu Depressionen, und im März 2003 wurde sie nach einem Suizidversuch ins Krankenhaus von Meaux eingeliefert.
2004 kehrte sie ins Wettkampfgeschehen zurück und kam bei den Halbmarathon-Weltmeisterschaften in Neu-Delhi auf den 29. Platz. Bei den Crosslauf-Europameisterschaften 2005 in Tilburg trug sie mit einem 17. Platz zum Bronzemedaillengewinn der Mannschaft bei.
2008 wurde sie Zweite beim Cannes-Halbmarathon sowie Elfte beim Paris-Marathon und kam bei den Halbmarathon-Weltmeisterschaften in Rio de Janeiro auf den 38. Platz. 2009 wurde sie Vierte beim Paris-Halbmarathon und lief beim Marathon der Leichtathletik-Weltmeisterschaften in Berlin auf Rang 55 ein.
Französische Meisterin wurde sie bislang zweimal über 1500 m (1999, 2000), einmal über 10.000 m (2001), zweimal im Crosslauf (2000, 2004) und einmal im Halbmarathon (2008). In der Halle holte sie 1999 über 3000 m den nationalen Titel.
Yamna Oubouhou ist 1,64 m groß und wiegt 48 kg. Sie startet für den CS Meaux.

## Persönliche Bestzeiten
- 1500 m: 4:08,60 min, 13. Juni 1999, Villeneuve-d’Ascq
- 2000 m: 5:39,44 min, 12. September 1999, Nancy
  - Halle: 5:49,36 min, 13. Februar 2000, Liévin
- 3000 m: 8:38,13 min, 30. Juni 1999, Oslo (ehemaliger französischer Rekord)
  - Halle: 8:41,63 min, 7. März 1999, Maebashi (aktueller französischer Rekord)
- 5000 m: 14:47,79 min, 1. August 2000, Stockholm (ehemaliger französischer Rekord)
- 10.000 m: 32:05,98 min, 17. Juni 2001, Villeneuve-d’Ascq
- 10-km-Straßenlauf: 32:00 min, 1. April 2001, La Courneuve
- Halbmarathon: 1:12:07 h, 24. Februar 2008, Cannes
- Marathon: 2:31:56 h, 6. April 2008, Paris